# 박중손
박중손(朴仲孫, 1412년 ~ 1466년 5월 26일)은 조선 전기의 문신이다. 본관은 밀양(密陽), 자는 경윤(慶胤), 호는 묵재(默齋)이며 박절문(朴切問)의 아들이다 어머니는 영복군(永福君) 왕격(王鬲)의 딸이다.

## 생애
1435년(조선 세종 17) 식년시 병과 2위, 전체 5위로 급제하였다. 집현전 박사를 거쳐 홍문관 부수찬, 동부승지, 우부승지, 우승지, 좌승지, 도승지 등을 역임했다.
1453년(조선 단종 1) 계유정난 때 수양대군을 도운 공으로 정난공신(靖難功臣) 1등에 책록되고 응천군(凝川君)에 봉해지면서 병조참판에 올랐다. 그 뒤 대사헌과 여러 판서(이조판서, 형조판서, 예조판서) 등을 거쳤으며, 우참찬, 좌참찬을 지내면서 밀산군(密山君)으로 개봉(改封)되었다.

## 가계
- 증조 - 박침(朴忱, 1342년 ~ 1399년)[2] : 판전의시사(判典醫寺事), 증(贈) 호조전서(戶曹典書)
  - 조부 - 박강생(朴剛生, 1369년 ~ 1422년) : 안변부사(安邊府使), 증 의정부찬성사(議政府贊成事)
    - 아버지 - 박절문(朴切問, 1390년 ~ 1411년)[2] : 권지교서관정자(權知校書館正字), 증 좌찬성(左贊成)
    - 어머니 - 영복군(永福君) 왕격(王鬲)의 차녀[3]
      - 형 - 박대손(朴大孫)[3] : 행강릉대도호부사(行江陵大都護府使)
      - 부인 - 공조정랑(工曹正郞) 문승조(文承祚)의 장녀[2]
        - 장남 - 박전(朴栴)[2] : 부평도호부사(富平都護府使)
        - 차남 - 박미(朴楣, 1433년 ~ 1491년) : 예조참의(禮曹參議)
        - 삼남 - 박건(朴楗, 1434년 ~ 1509년) : 밀원부원군(密原府院君), 공간공(恭簡公)
        - 첫째 사위 - 이영(李瓔, 1425년 ~ ?) : 화의군(和義君)
        - 둘째 사위 - 류오(柳塢)[2] : 판사(判事)
        - 셋째 사위 - 권원지(權元之)[3]

## 같이 보기
- 파주 공효공 박중손묘 장명등 : 경기도 파주시 탄현면 오금리에 있는 박중손의 묘에 있는 2기의 장명등이 대한민국의 보물 제1323호로 지정되어 있다.